# Beimin Hu
Beimin Hu är en sjö i Kina. Den ligger i provinsen Hunan, i den södra delen av landet, omkring 200 kilometer nordväst om provinshuvudstaden Changsha. Beimin Hu ligger 31 meter över havet. Arean är 13,2 kvadratkilometer. Trakten runt Beimin Hu består till största delen av jordbruksmark. Den sträcker sig 4,4 kilometer i nord-sydlig riktning, och 4,7 kilometer i öst-västlig riktning.
Genomsnittlig årsnederbörd är 1 565 millimeter. Den regnigaste månaden är maj, med i genomsnitt 222 mm nederbörd, och den torraste är december, med 22 mm nederbörd.